# Задача Бюффона о бросании иглы
Задача Бюффона о бросании иглы — один из первых примеров применения метода Монте-Карло и рассмотрения понятия
геометрической вероятности. Задача была сформулирована Бюффоном в 1777 году. Оказалось, что эта задача сделала возможным определение числа π вероятностными методами.

## Суть задачи
Суть метода была в бросании иглы длиной {\displaystyle L} на плоскость, расчерченную параллельными прямыми, расположенными на расстоянии {\displaystyle r} друг от друга (см. Рис. 1).
```

Рисунок 1. Метод Бюффона

Вероятность (как видно из дальнейшего контекста, речь идёт не о вероятности, а о 
математическом ожидании
 количества пересечений за один опыт; вероятностью это становится лишь при условии, что 

  

    

      

        
r

        
>

        
L

      

    

    
{\displaystyle r>L}

  

) того, что отрезок пересечет прямую, связана с числом Пи:
```

{\displaystyle p=\int \limits _{0}^{\pi }\int \limits _{0}^{l\sin {\theta }}{\frac {1}{r\pi }}dAd\theta },
где
- {\displaystyle A} — расстояние от начала иглы до ближайшей к ней прямой;
- {\displaystyle \theta } — угол иглы относительно прямых.

При условии, что {\displaystyle r>L} получается решение: {\displaystyle p={\frac {2L}{r\pi \,}}}. Таким образом, подсчитав долю отрезков, пересекающих прямые, можно приближенно определить число Пи. При увеличении количества попыток точность получаемого результата будет увеличиваться.
В 1864 году капитан Фокс, выздоравливая после ранения, чтобы как-то занять себя, реализовал эксперимент по бросанию иглы. Результаты представлены в следующей таблице:
|                | Число бросаний | Число пересечений | Длина иглы | Расстояние между прямыми | Вращение     | Значение Пи | Ошибка      |
| -------------- | -------------- | ----------------- | ---------- | ------------------------ | ------------ | ----------- | ----------- |
| Первая попытка | 500            | 236               | 3          | 4                        | отсутствует  | 3.1780      | −0.03640734 |
| Вторая попытка | 530            | 253               | 3          | 4                        | присутствует | 3.1423      | −0.00070734 |
| Третья попытка | 590            | 939               | 5          | 2                        | присутствует | 3.1416      | +0.00000734 |

Комментарии:
- Вращение плоскости применялось[2] (и как показывают результаты — успешно) для того, чтобы уменьшить систематическую ошибку.
- В третьей попытке длина иглы была больше расстояния между линиями, что позволило не увеличивая числа бросаний эффективно увеличить число событий и повысить точность.

## Вариации и обобщения
- Задача о макаронине Бюффона — вариант задачи для кривых.[3]

- Формула Крофтона